# Liste der Johannes-Nepomuk-Darstellungen im Bezirk Hollabrunn
Der 1729 heiliggesprochene Johannes Nepomuk gilt nach Maria und Josef als der am dritthäufigsten dargestellte Heilige in Österreich. An zahlreichen Standorten gibt es Johannes-Nepomuk-Darstellungen im niederösterreichischen Bezirk Hollabrunn.
Erst nach Böhmen, aber noch vor dessen Selig- oder Heiligsprechung, setzte in Niederösterreich jene Verehrung Johannes Nepomuks ein, die sich in Form von Statuen und Bildern dokumentiert. Gemessen an der großen Zahl plastischer und bildhafter Darstellungen ist die Zahl der Johannes Nepomuk geweihten Kirchen im Bezirk Hollabrunn – in Kleinstelzendorf und Wilhelmsdorf – allerdings verschwindend gering.

## Standorte
| Foto |                 | Objekt                                                                     | Standort                    | Künstler              | Baujahr | Beschreibung |
| ---- | --------------- | -------------------------------------------------------------------------- | --------------------------- | --------------------- | ------- | --- |
| ja   | Datei hochladen | Statue Johannes Nepomuk HERIS-ID: 15451 Objekt-ID: 11695                   | Alberndorf im Pulkautal ·   |                       |         | Die Statue Johannes Nepomuks stammt aus der Mitte des 18. Jahrhunderts. Die Statue steht unter Denkmalschutz. |
| BW   | Datei hochladen | Altarbild Johannes Nepomuk                                                 | Aspersdorf ·                |                       |         | Auf dem rechten Seitenaltar der Pfarrkirche von Aspersdorf ist Johannes Nepomuk auf dem Altarbild von Johann Baptist Bys dargestellt. Weiters gibt es eine Darstellung des Heiligen in Form einer Konsolfigur aus dem 19. Jahrhundert. |
| ja   | Datei hochladen | Statue Johannes Nepomuk                                                    | Aspersdorf ·                |                       |         | In Aspersdorf befindet sich eine Statue Johannes Nepomuks aus der Zeit um 1707. |
| BW   | Datei hochladen | Statue Johannes Nepomuk                                                    | Auggenthal ·                |                       |         | An der Brücke über die Pulkau in Auggenthal steht eine Statue Johannes Nepomuks aus der Zeit um 1800. |
| ja   | Datei hochladen | Statue Johannes Nepomuk HERIS-ID: 13723 Objekt-ID: 9931 marterl.at: 13712  | Braunsdorf ·                |                       |         | An der Straße zwischen Roseldorf und Sitzendorf an der Schmida (an der Kreuzung westlich von Braunsdorf) befindet sich eine Statue Johannes Nepomuks aus dem 18. Jahrhundert. |
| ja   | Datei hochladen | Statue Johannes Nepomuk                                                    | Ebersbrunn ·                |                       |         | Im Ortsgebiet von Ebersbrunn steht eine Statue Johannes Nepomuks aus dem zweiten oder dritten Viertel des 18. Jahrhunderts. |
| ja   | Datei hochladen | Statue Johannes Nepomuk HERIS-ID: 16360 Objekt-ID: 12619 marterl.at: 14259 | Eggendorf am Walde ·        |                       |         | Auf dem Dorfplatz von Eggendorf am Walde steht die Kapelle Maria Immaculata mit Johannes Nepomuk und Karl Borromäus. Das vom Anfang des 18. Jahrhunderts stammende Bauwerk dient heute als Kriegerdenkmal. |
| ja   | Datei hochladen | Statue Johannes Nepomuk                                                    | Eggendorf am Walde ·        |                       |         | Auf dem Hauptplatz steht vor dem Haus Eggendorf am Walde 45 eine Statue Johannes Nepomuks aus der ersten Hälfte des 18. Jahrhunderts. |
| ja   | Datei hochladen | Statue Johannes Nepomuk HERIS-ID: 25017 Objekt-ID: 21431 marterl.at: 13525 | Eggendorf im Thale ·        |                       | 1732    | Am östlichen Ortsende steht eine Statue Johannes Nepomuks aus dem Jahr 1732. |
| ja   | Datei hochladen | Statue Johannes Nepomuk                                                    | Eitzersthal ·               |                       |         | An der Brücke am östlichen Ortsende von Eitzersthal steht unter einem Blechbaldachin eine Statue Johannes Nepomuks aus dem 18. Jahrhundert. |
| ja   | Datei hochladen | Statue Johannes Nepomuk HERIS-ID: 25010 Objekt-ID: 21424 marterl.at: 13570 | Enzersdorf im Thale ·       |                       |         | Auf dem Hauptplatz von Enzersdorf im Thale steht eine Statue Johannes Nepomuks aus der ersten Hälfte des 18. Jahrhunderts. |
| ja   | Datei hochladen | Statue Johannes Nepomuk                                                    | Felling ·                   |                       |         | In der Pfarrkirche von Felling befindet sich an der linken Wand des Langhauses eine aus der Mitte des 18. Jahrhunderts stammende polychromierte Skulptur Johannes Nepomuks. |
| ja   | Datei hochladen | Statue Johannes Nepomuk HERIS-ID: 15798 Objekt-ID: 12044                   | Felling ·                   |                       |         | Vor der Pfarrkirche von Felling steht eine Statue Johannes Nepomuks aus dem dritten Viertel des 18. Jahrhunderts. Die Statue ist denkmalgeschützt. |
| BW   | Datei hochladen | Bild Johannes Nepomuk                                                      | Gaindorf ·                  |                       |         | In der Ortskapelle von Gaindorf befindet sich ein Bild Johannes Nepomuks aus der Mitte des 18. Jahrhunderts. |
| ja   | Datei hochladen | Darstellung Johannes Nepomuk HERIS-ID: 15551 Objekt-ID: 11796              | Göllersdorf ·               |                       |         | Am linken Querhausaltar der Pfarrkirche von Göllersdorf befindet sich eine Darstellung der Glorie des Johannes Nepomuk aus dem 18. Jahrhundert. |
| ja   | Datei hochladen | Statue Johannes Nepomuk HERIS-ID: 15560 Objekt-ID: 11805                   | Göllersdorf ·               |                       |         | Bei der Brücke am nördlichen Ortsende von Göllersdorf steht eine Statue Johannes Nepomuks aus dem Jahr 1703. Die Statue steht unter Denkmalschutz. |
| ja   | Datei hochladen | Statue Johannes Nepomuk HERIS-ID: 15565 Objekt-ID: 11810                   | Göllersdorf ·               |                       | 1707    | Eine von Anton von Puchheim gestiftete und aus dem Jahr 1707 stammende Statue Johannes Nepomuks befindet sich am ehemaligen Wehrgraben von Göllersdorf. Die Statue steht unter Denkmalschutz. |
| ja   | Datei hochladen | Statue Johannes Nepomuk HERIS-ID: 16553 Objekt-ID: 12818                   | Goggendorf ·                |                       |         | Am Ufer der Schmida steht eine Statue Johannes Nepomuks aus der ersten Hälfte des 18. Jahrhunderts. |
| BW   | Datei hochladen | Statue Johannes Nepomuk                                                    | Groß ·                      |                       |         | In der Pfarrkirche von Groß steht eine geschnitzte Figur Johannes Nepomuks aus der zweiten Hälfte des 18. Jahrhunderts. |
| ja   | Datei hochladen | Statue Johannes Nepomuk HERIS-ID: 13839 Objekt-ID: 10053                   | Groß ·                      |                       | 1764    | Beim Kindergarten von Groß befindet sich eine auf einer Säule stehende und von einem Baldachin geschützte Figur Johannes Nepomuks aus dem Jahr 1764. |
| BW   | Datei hochladen | Darstellung Johannes Nepomuk                                               | Großmeiseldorf ·            |                       |         | In der Pfarrkirche von Großmeiseldorf zeigt die Gegenkanzel eine Johannes-Nepomuk-Darstellung aus der Zeit um 1730 bis 1740. |
| ja   | Datei hochladen | Statue Johannes Nepomuk HERIS-ID: 26050 Objekt-ID: 22505                   | Großmeiseldorf ·            |                       | 1724    | An der Brücke über den Gartenbach steht eine Statue Johannes Nepomuks aus dem Jahr 1724. |
| BW   | Datei hochladen | Statue Johannes Nepomuk                                                    | Großnondorf ·               |                       |         | Auf dem Hochaltar der Pfarrkirche von Großnondorf befindet sich eine Figur Johannes Nepomuks aus dem Ende des 19. Jahrhunderts. |
| ja   | Datei hochladen | Statue Johannes Nepomuk HERIS-ID: 15655 Objekt-ID: 11901 marterl.at: 14399 | Großnondorf ·               |                       |         | Im Ostteil Großnondorfs steht ein Pfeiler mit einer Figur Johannes Nepomuks aus der Mitte des 18. Jahrhunderts. |
| BW   | Datei hochladen | Statue Johannes Nepomuk                                                    | Groß-Reipersdorf ·          |                       |         | Östlich der in Groß-Reipersdorf gelegenen Brücke befindet sich in einer Mauer eine Nische mit einer Statue Johannes Nepomuks. Oberhalb der Nische befindet sich ein Kreuz mit dreifach aufgefächerten Enden und Engelsköpfen als Symbole gegen das Böse. Es entspricht jenem an der Außenwand der Sakristei der Kirche von Groß-Reipersdorf.          |
| ja   | Datei hochladen | Statue Johannes Nepomuk                                                    | Großstelzendorf ·           |                       | 1763    | Vor einem Haus in der Hauptstraße steht beim Platz vor der Kirche von Großstelzendorf eine Statue von Johannes Nepomuk aus dem Jahre 1763. |
| BW   | Datei hochladen | Bild Johannes Nepomuk                                                      | Guntersdorf ·               |                       |         | Am Hochaltar der Pfarrkirche von Guntersdorf zeigt das Altarbild eine aus der Zeit um 1720 stammende Darstellung Johannes Nepomuks vor Maria mit Kind. |
| BW   | Datei hochladen | Statue Johannes Nepomuk                                                    | Guntersdorf ·               |                       |         | In der Einfahrtshalle von Schloss Guntersdorf befindet sich eine Statue Johannes Nepomuks aus dem zweiten Viertel des 18. Jahrhunderts. |
| ja   | Datei hochladen | Statue Johannes Nepomuk                                                    | Guntersdorf ·               |                       |         | Auf dem Hauptplatz von Guntersdorf steht eine Statue Johannes Nepomuks. |
| ja   | Datei hochladen | Statue Johannes Nepomuk HERIS-ID: 15695 Objekt-ID: 11941                   | Hadres ·                    |                       |         | Bei der Brücke über die Pulkau in Hadres steht eine Statue Johannes Nepomuks aus der Mitte des 18. Jahrhunderts. Die Statue steht unter Denkmalschutz. |
| BW   | Datei hochladen | Bild Johannes Nepomuk                                                      | Hardegg ·                   |                       |         | Am linken Choraltar der Pfarrkirche von Hardegg befindet sich als Altarbild eine stark übermalte Darstellung Johannes Nepomuks aus der ersten Hälfte des 18. Jahrhunderts. |
| ja   | Datei hochladen | Statue Johannes Nepomuk HERIS-ID: 15743 Objekt-ID: 11989                   | Hardegg ·                   |                       | 1724    | Vor dem Uhrturm beim Zugang zur Burg Hardegg steht eine Statue Johannes Nepomuks. Datiert ist sie mit 1724. Die Statue steht unter Denkmalschutz. |
| ja   | Datei hochladen | Statue Johannes Nepomuk HERIS-ID: 16000 Objekt-ID: 12254                   | Haugsdorf ·                 |                       | 1739    | An der Brücke über die Pulkau in Haugsdorf steht eine Statue Johannes Nepomuks aus dem Jahr 1739. |
| ja   | Datei hochladen | Statue Johannes Nepomuk HERIS-ID: 16188 Objekt-ID: 12445                   | Hohenwarth ·                |                       | 1730    | Bei der Pfarrkirche von Hohenwarth steht eine Statue Johannes Nepomuks aus dem Jahr 1730. Die Statue steht unter Denkmalschutz. |
| ja   | Datei hochladen | Statue Johannes Nepomuk                                                    | Hollabrunn ·                |                       |         | An der rechten Wand des Langhauses der Pfarrkirche von Hollabrunn befindet sich gegenüber der Kanzel eine Figur Johannes Nepomuks vom Ende des 18. Jahrhunderts. Die zwischen 1750 und 1780 aus Holz geschaffene und etwa 170 Zentimeter große Statue war eines der Ausstellungsstücke bei der Niederösterreichischen Landesausstellung im Jahr 2009. |
| ja   | Datei hochladen | Statue Johannes Nepomuk HERIS-ID: 22313 Objekt-ID: 18644                   | Hollabrunn ·                |                       |         | Am Stiegenaufgang zur Pfarrkirche von Hollabrunn befinden sich Figuren der heiligen Johannes Nepomuk und Franz Xaver aus dem 18. Jahrhundert. |
| ja   | Datei hochladen | Statue Johannes Nepomuk                                                    | Hollabrunn ·                |                       |         | Die 1681 errichtete Mariensäule auf dem Hauptplatz wurde 1713 mit weiteren Heiligendarstellungen ergänzt. Darunter befindet sich auch eine Johannes Nepomuks. |
|      | Datei hochladen | Statue Johannes Nepomuk                                                    | Hollabrunn                  |                       |         | In Nischen des Langhauses der Kapelle des ehemaligen Knabenseminars am Kirchenplatz befinden sich Statuen der heiligen Aloisius, Leopold und Johannes Nepomuks aus dem vierten Viertel des 19. Jahrhunderts. |
| ja   | Datei hochladen | Statue Johannes Nepomuk                                                    | Hollabrunn ·                |                       |         | Vor dem ehemaligen Schützenhaus an der Hauptstraße von Hollabrunn steht eine Sockelfigur Johannes Nepomuks aus dem 18. Jahrhundert. |
| ja   | Datei hochladen | Statue Johannes Nepomuk HERIS-ID: 22302 Objekt-ID: 18633                   | Hollabrunn ·                |                       | 1723    | In der Znaimerstraße in Hollabrunn steht auf einem Sockel eine polychromierte Statue Johannes Nepomuks aus dem Jahr 1723. |
| ja   | Datei hochladen | Statue Johannes Nepomuk HERIS-ID: 6070 Objekt-ID: 1945                     | Immendorf ·                 |                       |         | Am südlichen Ortsende von Immendorf steht eine Statue Johannes Nepomuks aus der ersten Hälfte des 18. Jahrhunderts. |
| ja   | Datei hochladen | Statue Johannes Nepomuk HERIS-ID: 15956 Objekt-ID: 12210                   | Jetzelsdorf ·               |                       |         | Zwischen Jetzelsdorf und Kleinhaugsdorf steht an der Abzweigung zur Kellergasse von Jetzelsdorf eine Johannes-Nepomuk-Kapelle aus der zweiten Hälfte des 18. Jahrhunderts mit einer polychromierten Figur des Heiligen. |
| ja   | Datei hochladen | Nischenfigur Johannes Nepomuk                                              | Kammersdorf ·               |                       |         | Am Anger von Kammersdorf steht in einer modernen Nische eine Statue Johannes Nepomuks aus der zweiten Hälfte des 18. Jahrhunderts. |
| ja   | Datei hochladen | Statue Johannes Nepomuk HERIS-ID: 22734 Objekt-ID: 19073                   | Kleinhöflein ·              |                       |         | Am Anger von Kleinhöflein steht eine Statue Johannes Nepomuks aus dem dritten Viertel des 18. Jahrhunderts. |
| BW   | Datei hochladen | Statue Johannes Nepomuk                                                    | Kleinstelzendorf ·          |                       |         | In der 1854 errichteten und Johannes Nepomuk geweihten Ortskapelle befindet sich eine Statue des Heiligen aus dem 18. Jahrhundert. |
| ja   | Datei hochladen | Nischenfigur Johannes Nepomuk                                              | Kleinstetteldorf ·          |                       |         | In der Ortskapelle von Kleinstetteldorf befindet sich eine Darstellung Johannes Nepomuks als Nischenfigur. |
|      | Datei hochladen | Statue Johannes Nepomuk                                                    | Kleinwetzdorf               |                       |         | Das aus dem Jahr 1726 stammende Altargemälde in der Schlosskapelle von Kleinwetzdorf zeigt eine Darstellung Johannes Nepomuks. |
| ja   | Datei hochladen | Statue Johannes Nepomuk                                                    | Kleinwetzdorf ·             |                       |         | Bei der Einfahrt zum Schlosspark von Kleinwetzdorf steht eine Statue Johannes Nepomuks aus der Zeit um 1730. |
| ja   | Datei hochladen | Statue Johannes Nepomuk                                                    | Limberg ·                   |                       |         | Auf dem Hochaltar der Filialkirche von Limberg befindet sich eine Figur Johannes Nepomuks aus dem Anfang des 18. Jahrhunderts. |
| ja   | Datei hochladen | Statue Johannes Nepomuk HERIS-ID: 16386 Objekt-ID: 12646 marterl.at: 12160 | Limberg ·                   |                       |         | Bei der Brücke über den Schleinzbach in Limberg steht eine Statue Johannes Nepomuks aus der ersten Hälfte des 18. Jahrhunderts. |
| ja   | Datei hochladen | Statue Johannes Nepomuk                                                    | Magersdorf ·                |                       |         | In der Hauptstraße von Magersdorf steht eine aus dem Jahr 1822 stammende Statue Johannes Nepomuks. |
| BW   | Datei hochladen | Statue Johannes Nepomuk                                                    | Mailberg ·                  |                       |         | Auf dem Hochaltar der Pfarrkirche von Mailberg steht eine Darstellung Johannes Nepomuks aus dem 18. Jahrhundert als Seitenfigur. |
| ja   | Datei hochladen | Statue Johannes Nepomuk HERIS-ID: 16303 Objekt-ID: 12561                   | Mailberg ·                  |                       |         | Vor dem Schloss Mailberg steht eine aus der ersten Hälfte des 18. Jahrhunderts stammende Statue Johannes Nepomuks. Die Statue steht unter Denkmalschutz. |
| ja   | Datei hochladen | Statue Johannes Nepomuk HERIS-ID: 16411 Objekt-ID: 12671 marterl.at: 14289 | Maissau ·                   |                       |         | Außerhalb des Znaimer Tores von Maissau steht eine aus dem Jahr 1773 stammende Statue Johannes Nepomuks. Ihr gegenüber steht eine Statue des heiligen Florian. |
| ja   | Datei hochladen | Statue Johannes Nepomuk HERIS-ID: 16393 Objekt-ID: 12653 marterl.at: 11827 | Maissau ·                   |                       | 1710    | Im Nordosten von Maissau steht am so genannten Quittengang eine Statue Johannes Nepomuks aus dem Jahr 1710. |
| ja   | Datei hochladen | Statue Johannes Nepomuk                                                    | Maissau ·                   |                       |         | In der Pfarrkirche von Maissau befindet sich eine Statue Johannes Nepomuks mit einer gemalten Darstellung der Karlsbrücke in Prag als Hintergrund. |
|      | Datei hochladen | Statue Johannes Nepomuk                                                    | Mittergrabern               |                       |         | Im Erdgeschoß von Schloss Mittergrabern steht eine Statue Johannes Nepomuks aus dem Anfang des 18. Jahrhunderts. Ursprünglich war die Statue im Schlosspark aufgestellt. |
| ja   | Datei hochladen | Statue Johannes Nepomuk HERIS-ID: 29153 Objekt-ID: 25785                   | Mittergrabern ·             |                       |         | In Mittergrabern steht ein Bildstock des hl. Johannes Nepomuk mit Putten aus dem Anfang des 18. Jahrhunderts. |
| ja   | Datei hochladen | Statue Johannes Nepomuk                                                    | Mühlbach am Manhartsberg ·  |                       |         | In der Pfarrkirche von Mühlbach am Manhartsberg steht eine Figur Johannes Nepomuks aus der ersten Hälfte des 19. Jahrhunderts. |
| ja   | Datei hochladen | Statue Johannes Nepomuk HERIS-ID: 16244 Objekt-ID: 12502                   | Mühlbach am Manhartsberg ·  |                       |         | An der Straße zwischen Mühlbach am Manhartsberg und Hohenwarth steht auf einem Volutensockel eine Statue Johannes Nepomuks. Sie ist mit 173? datiert. Die Statue steht unter Denkmalschutz. |
| ja   | Datei hochladen | Statue Johannes Nepomuk HERIS-ID: 16235 Objekt-ID: 12493                   | Mühlbach am Manhartsberg ·  |                       |         | Im Garten von Schloss Mühlbach am Manhartsberg steht eine Statue Johannes Nepomuks. Die Statue steht unter Denkmalschutz. |
| ja   | Datei hochladen | Statue Johannes Nepomuk                                                    | Nappersdorf ·               |                       |         | Auf dem Hochaltar der Pfarrkirche von Nappersdorf steht eine Figur Johannes Nepomuks aus dem Ende des 19. Jahrhunderts. |
| ja   | Datei hochladen | Statue Johannes Nepomuk                                                    | Nappersdorf ·               |                       |         | In Nappersdorf steht ein Breitpfeilerbildstock aus dem Ende des 19. beziehungsweise aus dem Anfang des 20. Jahrhunderts mit einer Johannes-Nepomuk-Statue aus dem zweiten Viertel des 18. Jahrhunderts. |
| ja   | Datei hochladen | Statue Johannes Nepomuk                                                    | Niederfladnitz ·            |                       |         | Nordöstlich von Niederfladnitz steht eine Wegkapelle mit einer barocken Statue Johannes Nepomuks. |
| ja   | Datei hochladen | Statue Johannes Nepomuk                                                    | Niederfladnitz ·            |                       |         | Beim Fischteich an der Straße nach Merkersdorf steht eine aus der Mitte des 18. Jahrhunderts stammende Statue Johannes Nepomuks. |
| ja   | Datei hochladen | Statue Johannes Nepomuk HERIS-ID: 25749 Objekt-ID: 22196                   | Oberfellabrunn ·            |                       |         | An der nördlichen Straße von Oberfellabrunn steht eine Statue Johannes Nepomuks vom Ende des 18. Jahrhunderts. |
| BW   | Datei hochladen | Gemälde Johannes Nepomuk                                                   | Obermarkersdorf ·           |                       | 1757    | Das aus dem Jahr 1757 stammende Altargemälde des rechten Seitenaltars in der Pfarrkirche von Obermarkersdorf zeigt eine Darstellung Johannes Nepomuks. |
| ja   | Datei hochladen | Statue Johannes Nepomuk                                                    | Obermarkersdorf ·           |                       |         | An der Orgelempore der Pfarrkirche von Obermarkersdorf befindet sich eine aus dem 18. Jahrhundert stammende Darstellung Johannes Nepomuks als Konsolstatue. |
| ja   | Datei hochladen | Statue Johannes Nepomuk HERIS-ID: 16496 Objekt-ID: 12760 marterl.at: 13831 | Obermarkersdorf ·           |                       |         | Bei der Brücke von Obermarkersdorf steht eine aus dem Jahr 1747 stammende Statue Johannes Nepomuks. |
| ja   | Datei hochladen | Statue Johannes Nepomuk HERIS-ID: 24179 Objekt-ID: 20554 marterl.at: 5121  | Oberretzbach ·              |                       |         | Zwischen Oberretzbach und Retz steht vor der Kreuzung mit der Lokalbahn Retz–Drosendorf eine Statue Johannes Nepomuks. |
| BW   | Datei hochladen | Darstellung Johannes Nepomuk                                               | Obritz ·                    |                       |         | In der Pfarrkirche von Obritz befindet sich eine Darstellung Johannes Nepomuks aus dem vierten Viertel des 19. Jahrhunderts. |
| ja   | Datei hochladen | Statue Johannes Nepomuk                                                    | Obritz ·                    |                       |         | Bei der Brücke über die Pulkau steht eine Statue Johannes Nepomuks aus dem Jahr 1871. Bei der Sprengung der Brücke 1945 wurde die Statue zerstört und 1956 aus den Bruchstücken wieder zusammengesetzt. |
| ja   | Datei hochladen | Statue Johannes Nepomuk HERIS-ID: 16424 Objekt-ID: 12685                   | Peigarten ·                 |                       | 1803    | Bei der Brücke von Peigarten steht eine Wegkapelle mit einer Statue Johannes Nepomuks aus dem Jahr 1803. |
| ja   | Datei hochladen | Statue Johannes Nepomuk HERIS-ID: 16448 Objekt-ID: 12710                   | Pernersdorf ·               |                       |         | Bei der Brücke von Pernersdorf steht eine Statue Johannes Nepomuks aus dem Jahr 1866. Die Statue steht unter Denkmalschutz. |
| BW   | Datei hochladen | Statue Johannes Nepomuk                                                    | Pillersdorf ·               |                       |         | In der Filialkirche von Pillersdorf befindet sich am Hochaltar eine barocke Konsolstatuette Johannes Nepomuks, eine weitere Konsolstatue aus dem 18. Jahrhundert befindet sich im Langhaus. |
| ja   | Datei hochladen | Statue Johannes Nepomuk                                                    | Platt ·                     |                       |         | In der Pfarrkirche von Platt befindet sich eine barocke Figur Johannes Nepomuks. |
| ja   | Datei hochladen | Statue Johannes Nepomuk HERIS-ID: 5618 Objekt-ID: 1489                     | Platt ·                     |                       |         | In Platt befindet sich eine Statue Johannes Nepomuks aus dem 18. Jahrhundert. |
| ja   | Datei hochladen | Statue Johannes Nepomuk HERIS-ID: 15779 Objekt-ID: 12025                   | Pleißing ·                  |                       |         | In Pleissing steht eine von Georg Müller gestiftete Statue Johannes Nepomuks aus dem Jahr 1732. Die Statue steht unter Denkmalschutz. |
| ja   | Datei hochladen | Statue Johannes Nepomuk HERIS-ID: 23849 Objekt-ID: 20217 marterl.at: 14397 | Pulkau ·                    |                       |         | Bei der Brücke über die Pulkau im Zuge der Eggenburgergasse in Pulkau steht eine Statue Johannes Nepomuks aus dem Jahr 1738. |
| ja   | Datei hochladen | Statue Johannes Nepomuk HERIS-ID: 23863 Objekt-ID: 20231 marterl.at: 11123 | Pulkau ·                    |                       |         | Auf dem Parkplatz vor der Pfarrkirche von Pulkau steht eine Statue Johannes Nepomuks aus der ersten Hälfte des 18. Jahrhunderts. |
| ja   | Datei hochladen | Statue Johannes Nepomuk HERIS-ID: 21266 Objekt-ID: 17584 marterl.at: 14328 | Pulkau ·                    |                       |         | An der Straße von Pulkau nach Weitersfeld steht ein wenig abseits der Straße eine Statue Johannes Nepomuks. Da sich in der Nähe des Standorts kein Gewässer befindet, wird der Statue eine Art Wegweiser-Funktion zu den Mühlen im Pulkautal zugeschrieben.                                                                                           |
| ja   | Datei hochladen | Relief Johannes Nepomuk HERIS-ID: 23874 Objekt-ID: 20242                   | Pulkau ·                    |                       |         | Auf der der Straße zugewandten Seite des sogenannten Veronikamarterls an der Straße von Pulkau nach Leodagger befindet sich ein Relief mit einer Darstellung Johannes Nepomuks. |
| ja   | Datei hochladen | Statue Johannes Nepomuk HERIS-ID: 26068 Objekt-ID: 22523                   | Radlbrunn ·                 |                       | 1736    | In Radlbrunn steht auf einem Wappensockel eine Statue Johannes Nepomuks aus dem Jahr 1736. |
| ja   | Datei hochladen | Gemälde Johannes Nepomuk                                                   | Ravelsbach ·                | Josef Grebner         | 1751    | Das Altarbild vom linken Seitenaltar der Pfarrkirche von Ravelsbach zeigt ein 1751 von Josef Grebner geschaffenes Bild von Johannes Nepomuk. |
| ja   | Datei hochladen | Statue Johannes Nepomuk HERIS-ID: 16956 Objekt-ID: 13224 marterl.at: 14491 | Ravelsbach ·                |                       | 1757    | An der Bundesstraße 4 (Europastraße 49) steht eine Statue Johannes Nepomuks aus dem Jahr 1757. |
| ja   | Datei hochladen | Statue Johannes Nepomuk                                                    | Retz ·                      |                       |         | Auf dem Vierungsaltar der Pfarrkirche von Retz befindet sich eine Skulptur Johannes Nepomuks. |
|      | Datei hochladen | Bild Johannes Nepomuk                                                      | Retz                        | Martin Johann Schmidt | 1749    | In der Dominikanerkirche von Retz befindet sich auf dem linken Seitenaltar ein aus dem Jahr 1749 von Martin Johann Schmidt stammendes Bild Johannes Nepomuks. |
| ja   | Datei hochladen | Statue Johannes Nepomuk HERIS-ID: 21803 Objekt-ID: 18126 marterl.at: 5561  | Retz ·                      |                       |         | Eine Darstellung Johannes Nepomuks ist Bestandteil der Dreifaltigkeitssäule auf dem Hauptplatz von Retz. |
| ja   | Datei hochladen | Statue Johannes Nepomuk HERIS-ID: 24730 Objekt-ID: 21136 marterl.at: 7904  | Retz ·                      |                       |         | In der Znaimer Straße von Retz steht eine Statue Johannes Nepomuks aus der zweiten Hälfte des 18. Jahrhunderts. Ursprünglich befand sich diese Statue bei der damaligen Mautstelle. Die Statue steht unter Denkmalschutz. |
| ja   | Datei hochladen | Statue Johannes Nepomuk HERIS-ID: 24751 Objekt-ID: 21157 marterl.at: 7857  | Retz ·                      |                       | 1728    | Vor der Volksschule von Retz befand sich eine aus dem Jahr 1728 stammende Statue Johannes Nepomuks, die später weiter nach Osten versetzt wurde, in den Kreisverkehr zwischen Wallstraße und Kirchenstraße. |
| BW   | Datei hochladen | Wandbild Johannes Nepomuk                                                  | Retz ·                      |                       |         | Auf dem Haus Wieden 3 in Retz befindet sich ein barockes Wandbild mit einer Darstellung Johannes Nepomuks. |
| ja   | Datei hochladen | Statue Johannes Nepomuk                                                    | Riegersburg ·               |                       |         | Bei der Abzweigung der Straße nach Felling von der ehemaligen Bundesstraße 30 in Riegersburg steht eine Statue Johannes Nepomuks aus der zweiten Hälfte des 18. Jahrhunderts. |
| BW   | Datei hochladen | Statue Johannes Nepomuk                                                    | Rohrbach ·                  |                       | 1740    | In der Pfarrkirche von Rohrbach befindet sich auf dem Hochaltar eine Darstellung Johannes Nepomuks aus der Zeit um 1740 als Seitenfigur. |
|      | Datei hochladen | Statue Johannes Nepomuk                                                    | Rohrendorf an der Pulkau    |                       |         | Westlich von Rohrendorf befindet sich ein Ende des 17. Jahrhunderts entstandener Bildstock mit Reliefdarstellungen. Eines dieser Bilder zeigt Johannes Nepomuk. |
| ja   | Datei hochladen | Statue Johannes Nepomuk                                                    | Roseldorf ·                 |                       | 1745    | Bei der im Ort gelegenen Brücke steht eine Statue Johannes Nepomuks aus dem Jahre 1745. |
|      | Datei hochladen | Statue Johannes Nepomuk                                                    | Schönborn                   |                       |         | Im Park von Schloss Schönborn steht eine Johannes-Nepomuk-Statue aus dem zweiten Viertel des 18. Jahrhunderts. Anmerkung: Duplikat der Kapelle unter Viendorf? |
| ja   | Datei hochladen | Statue Johannes Nepomuk HERIS-ID: 15500 Objekt-ID: 11744                   | Schöngrabern ·              |                       | 1768    | Bei der Brücke über den Schöngrabnerbach in Schöngrabern steht eine Statue von Johannes Nepomuk aus dem Jahr 1768. |
| ja   | Datei hochladen | Gemälde Johannes Nepomuk                                                   | Schrattenthal ·             |                       |         | Ein Altarbild auf dem linken Seitenaltar in der Pfarrkirche von Schrattenthal zeigt eine Darstellung von Johannes Nepomuk. |
| ja   | Datei hochladen | Statue Johannes Nepomuk                                                    | Schrattenthal ·             |                       |         | Auf der Brücke zum Torturm von Schloss Schrattenthal befinden sich spätbarocke Statuen der heiligen Johannes Nepomuk und Antonius von Padua. |
| ja   | Datei hochladen | Statue Johannes Nepomuk HERIS-ID: 5601 Objekt-ID: 1472                     | Schrattenthal ·             |                       |         | Bei der Brücke im Bereich des ehemaligen Retzer Tores stehen Statuen von Franz Xaver und Johannes Nepomuk aus dem 18. Jahrhundert. |
| ja   | Datei hochladen | Statue Johannes Nepomuk HERIS-ID: 16491 Objekt-ID: 12755                   | Schrattenthal ·             |                       | 1710    | Auf der südlich von Schrattenthal gelegenen Johannesbrücke steht eine 1710 entstandene Statue Johannes Nepomuks. |
| BW   | Datei hochladen | Statue Johannes Nepomuk                                                    | Seefeld ·                   |                       |         | Auf der Empore der Pfarrkirche von Seefeld befindet sich eine Darstellung Johannes Nepomuks aus dem Anfang des 18. Jahrhunderts als Konsolfigur. |
|      | Datei hochladen | Statue Johannes Nepomuk                                                    | Seefeld                     |                       |         | Nördlich von Schloss Seefeld in Seefeld steht eine Statue Johannes Nepomuks aus dem zweiten Viertel des 18. Jahrhunderts. |
| ja   | Datei hochladen | Statue Johannes Nepomuk                                                    | Sitzendorf an der Schmida · |                       | 1710    | An der Schmida in Sitzendorf an der Schmida steht ein Bildstock Johannes Nepomuks aus dem Jahr 1710. |
| ja   | Datei hochladen | Statue Johannes Nepomuk                                                    | Sitzendorf an der Schmida · |                       |         | In einer Nische eines Hauses auf dem Hauptplatz von Sitzendorf an der Schmida befindet sich eine kleine Johannes-Nepomuk-Statue. |
| ja   | Datei hochladen | Statue Johannes Nepomuk HERIS-ID: 29136 Objekt-ID: 25768                   | Sonnberg ·                  |                       |         | Im Garten von Schloss Sonnberg steht ein Bildstock Johannes Nepomuks aus dem 18. Jahrhundert. |
| ja   | Datei hochladen | Statue Johannes Nepomuk HERIS-ID: 25002 Objekt-ID: 21416                   | Sonnberg ·                  |                       | 1769    | Zwischen Sonnberg und Dietersdorf steht ein Bildstock Johannes Nepomuks aus dem Jahr 1769. |
| ja   | Datei hochladen | Statue Johannes Nepomuk HERIS-ID: 16367 Objekt-ID: 12626 marterl.at: 11900 | Unterdürnbach ·             |                       | 1726    | Vor dem Schloss Unterdürnbach steht eine Statue Johannes Nepomuks aus dem Jahr 1726. |
| ja   | Datei hochladen | Nischenfigur Johannes Nepomuk                                              | Untermarkersdorf ·          |                       |         | An der Ostfasse der Pfarrkirche von Untermarkersdorf befinden sich Figurennischen mit Statuen der heiligen Sebastian und Johannes Nepomuk aus der zweiten Hälfte des 18. Jahrhunderts. |
| ja   | Datei hochladen | Statue Johannes Nepomuk HERIS-ID: 5591 Objekt-ID: 1462 marterl.at: 6101    | Unterretzbach ·             |                       |         | Am Anger von Unterretzbach steht bei der Brücke über den Sandbach eine Statue Johannes Nepomuks aus dem dritten Viertel des 18. Jahrhunderts. |
| ja   | Datei hochladen | Statue Johannes Nepomuk HERIS-ID: 15609 Objekt-ID: 11855 marterl.at: 11233 | Viendorf ·                  |                       | 1733    | Nördlich von Schloss Schönborn am Ende der Allee befindet sich eine 1733 geweihte Johannes-Nepomuk-Kapelle. Sie wurde nach Plänen von Johann Lukas von Hildebrandt errichtet. Die Kapelle steht unter Denkmalschutz. |
| BW   | Datei hochladen | Statue Johannes Nepomuk                                                    | Waitzendorf ·               |                       |         | In Waitzendorf steht ein Breitpfeilerbildstock mit einer Statue Johannes Nepomuks aus dem Anfang des 19. Jahrhunderts. |
| ja   | Datei hochladen | Statue Johannes Nepomuk                                                    | Watzelsdorf ·               |                       |         | Vor einem Haus in der Nähe der Kirche von Watzelsdorf steht eine Statue Johannes Nepomuks aus dem Anfang des 18. Jahrhunderts. |
| ja   | Datei hochladen | Statue Johannes Nepomuk HERIS-ID: 24986 Objekt-ID: 21400                   | Weyerburg ·                 |                       |         | Bei der Zufahrt zu Schloss Weyerburg steht auf einem Sockel eine Statue Johannes Nepomuks. |
| BW   | Datei hochladen | Statuette Johannes Nepomuk                                                 | Wieselsfeld ·               |                       |         | Auf dem Altar der Kapelle auf dem Kühberg stehen Statuetten der heiligen Sebastian und Johannes Nepomuk. |
| ja   | Datei hochladen | Kapelle Johannes Nepomuk                                                   | Wilhelmsdorf ·              |                       |         | Die 1970/1971 errichtete Ortskapelle ist dem hl. Johannes Nepomuk geweiht. |
| ja   | Datei hochladen | Gemälde Johannes Nepomuk HERIS-ID: 21325 Objekt-ID: 17643                  | Wullersdorf ·               | Josef Neugebauer      | 1846    | In der Pfarrkirche von Wullersdorf befindet sich ein von Josef Neugebauer 1846 gemaltes Ölbild von Johannes Nepomuk. |
| ja   | Datei hochladen | Statue Johannes Nepomuk HERIS-ID: 21330 Objekt-ID: 17649                   | Wullersdorf ·               | Bernhard Schilcher    | 1747    | Vor der Pfarrkirche von Wullersdorf steht eine von Bernhard Schilcher 1746/1747 geschaffene Statue Johannes Nepomuks. |
| ja   | Datei hochladen | Statue Johannes Nepomuk                                                    | Wullersdorf ·               |                       | 1953    | In der Feldgasse von Wullersdorf steht eine Statue Johannes Nepomuks. |
| ja   | Datei hochladen | Statue Johannes Nepomuk HERIS-ID: 5625 Objekt-ID: 1496                     | Zellerndorf ·               |                       |         | An der Straße zwischen der Pfarrkirche von Zellerndorf und dem Ort steht eine Statue Johannes Nepomuks aus der zweiten Hälfte des 18. Jahrhunderts. |
| ja   | Datei hochladen | Statue Johannes Nepomuk                                                    | Zemling ·                   |                       | 1713    | In der Pfarrkirche von Zemling befindet sich eine Darstellung Johannes Nepomuks aus der Zeit um 1713 als Konsolstatue. |
| ja   | Datei hochladen | Statue Johannes Nepomuk HERIS-ID: 16231 Objekt-ID: 12489                   | Zemling ·                   |                       |         | Bei der Pfarrkirche von Zemling steht eine Statue Johannes Nepomuks aus der Mitte des 18. Jahrhunderts. Die Statue steht unter Denkmalschutz. |